# Teamwork (Software)
Teamwork ist eine Software-Suite des irischen Software-as-a-Service-Unternehmens Teamwork.com, das von zwei Softwareentwicklern geleitet wird. Das Unternehmen hat seinen Sitz in Cork, Irland. Das Programmpaket deckt die Bereiche Projektmanagement, Echtzeitkommunikation und Kundensupport ab.

## Geschichte
Peter Coppinger und Daniel Mackey gründeten 1998 ihr Unternehmen Digital Crew und erstellten Webseiten, interne Firmennetze und Lösungen fürs Web. Die Kunden kamen größtenteils aus Cork. Sie suchten nach einer Software, die dabei helfen konnte, Kundenprojekte abzuwickeln. Diese sollte sehr allgemein gehalten und sehr leicht zu verwenden sein, um für jede Art Unternehmen nutzbar zu sein. Anfang 2007 ging aus Digital Crew Teamwork.com hervor. Angefangen mit der Entwicklung von verschiedenen Designs wurde im Oktober 2007 die erste Version der Projektmanagementsoftware TeamworkPM veröffentlicht. Im März 2015 wurde die Software in Teamwork Projects umbenannt. 2015 folgte der Start des neuen Echtzeit-Kommunikations-Produktes Teamwork Chat und der Helpdesk-Software Teamwork Desk.
Im Jahr 2014 kauften Coppinger und Mackey die Domain teamwork.com für 675.000 US-Dollar (etwa 500.000 Euro). Der Domainkauf ging als einer der weltweit teuersten jemals von einer irischen Firma getätigten Käufe in die Geschichte ein. Anfangs lag der Angebotspreis bei 11 Millionen US-Dollar.
2015 wurde Teamwork.com als einer der „Cool Vendors 2015“ für Programm- und Portfolio-Management von Gartner ausgezeichnet. 2016 wurde Teamwork.com mit dem Company of the year Award ausgezeichnet.

## Komponenten der Suite
Die Projektmanagementsoftware Teamwork Projects wurde am 4. Oktober 2007 veröffentlicht. Zu diesem Zeitpunkt gehörten Aufgabenverwaltung, Zeiterfassung, Meilensteine, Erstellung Web-basierter Textdokumente, Filesharing, und ein Nachrichtensystem zu den Funktionen. Der Funktionsumfang wurde seither fortdauernd erweitert. Das Lizenzpreismodell von Teamwork Project bietet vier Stufen (Small Office für bis zu 40 Projekte, Professional für bis zu 200 Projekte, Business für bis zu 500 Projekte und Enterprise für eine unbegrenzte Anzahl Projekte).
Die Kollaborationssoftware Teamwork Chat wurde im Januar 2015 veröffentlicht. Sie erlaubt Benutzern, virtuelle Räume für Besprechungen einzurichten und ist komplett in die Projektmanagementsoftware integriert. Die Lizenz ist kostenfrei.
Die ebenfalls integrierte Helpdesk-Software Teamwork Desk wurde im März 2015 veröffentlicht. Das Lizenzmodell von Teamwork Desk bietet drei Stufen (Startup mit Ticket-basierter Abrechnung, Basic und Pro mit pauschaler Abrechnung bei unterschiedlichem Funktionsumfang).
Für alle Teile des Programmpaketes sind Apps für iOS und Android verfügbar.
Die Komponenten der Suite werden (Stand: November 2016) von mehr als 370.000 Unternehmen weltweit verwendet (davon entfallen nach Unternehmensangaben 270.000 auf die Komponente Teamwork Projects), darunter sind Disney, Spotify, Hewlett-Packard, PayPal, eBay und Forbes, und haben über 2,4 Mio. aktive Benutzer.